# Trưng cầu dân ý về hiến pháp của Pháp, 1958
Cuộc trưng cầu dân ý về hiến pháp đã được tổ chức tại Pháp vào ngày 28 tháng 9 năm 1958. Các cử tri được hỏi liệu họ có chấp thuận việc thông qua hiến pháp cho đệ Ngũ cộng hòa của Pháp do Charles de Gaulle viết hay không. Nó đã được chấp thuận áp đảo, với 82,6% ủng hộ. Tỷ lệ cử tri bỏ phiếu là 84,9% tại chính quốc Pháp và 79,8% tổng thể.

## Kết quả bầu cử
| Bầu chọn                 | Chính quốc Pháp | Chính quốc Pháp | Tổng cộng  | Tổng cộng |
| Bầu chọn                 | Phiếu bầu       | %               | Phiếu bầu  | %         |
| ------------------------ | --------------- | --------------- | ---------- | --------- |
| Bỏ phiếu                 | 17.668.790      | 79,3            | 31.123.483 | 82,6      |
| Không bỏ phiếu           | 4.624.511       | 20,7            | 6.556.073  | 17,4      |
| Phiếu không hợp lệ/trống | 303.549         | –               | 418.297    | –         |
| Tổng cộng                | 22.596.850      | 100             | 38.097.853 | 100       |
| Nguồn: Nohlen & Stöver   |                 |                 |            |           |

### Theo lãnh thổ
| Lãnh thổ                 | Bỏ phiếu  | %     | Không bỏ phiếu | %     | Không hợp lệ/phiếu trắng | Tổng cộng | Đăng ký cử tri | Tắt   |
| ------------------------ | --------- | ----- | -------------- | ----- | ------------------------ | --------- | -------------- | ----- |
| Algérie thuộc Pháp       | 3.357.763 | 96.59 | 118.631        | 3,,41 | 38816                    | 3.515.210 | 4.412.171      | 79,67 |
| Chad                     | 804.355   | 98.29 | 14042          | 1,71  | 4628                     | 823.015   | 1.243.450      | 66,19 |
| Comoros                  | 63.899    | 97.33 | 1.756          | 2,67  | 265                      | 65.920    | 71.099         | 92,72 |
| Bờ Biển Ngà              | 1.595.238 | 99.99 | 216            | 0,01  | 1156                     | 1.596.610 | 1.636.533      | 97,56 |
| Dahomey                  | 418.963   | 97.84 | 9246           | 2,16  | 3.198                    | 431.407   | 775.170        | 55,65 |
| Polynésie thuộc Pháp     | 16.196    | 64.40 | 8.952          | 35,60 | 99                       | 25.247    | 30.950         | 81,57 |
| Somaliland thuộc Pháp    | 8.662     | 75.24 | 2.851          | 24,76 | 70                       | 11.583    | 15.914         | 72,78 |
| Soudan thuộc Pháp        | 945.586   | 97.54 | 23.875         | 2,6   | 2.736                    | 972.197   | 2.142.266      | 45,38 |
| Gabon                    | 190.334   | 92.58 | 15.244         | 7,42  | 3.022                    | 208.600   | 265.161        | 78,67 |
| Guinée                   | 56.981    | 4.78  | 1.136.324      | 95,22 | 10.570                   | 1.203.875 | 1.408.500      | 85,47 |
| Madagascar               | 1.363.059 | 77.64 | 302.557        | 22,36 | 11.859                   | 1.767.475 | 2.154.939      | 82,02 |
| Mauritanie               | 302.018   | 94.04 | 19.126         | 5,96  | 1.307                    | 322.451   | 382.870        | 84,22 |
| Moyen-Congo              | 339.436   | 99.38 | 2.133          | 0,62  | 781                      | 342.350   | 433.403        | 78,99 |
| New Caledonia            | 26.085    | 98.12 | 500            | 1,88  | 443                      | 27.028    | 35.163         | 76,86 |
| Niger                    | 372.383   | 78.43 | 102.395        | 21,7  | 19.175                   | 493.953   | 1.320.174      | 37,42 |
| Sahara                   | 232.113   | 98.60 | 3289           | 1,40  | 910                      | 236.312   | 282.099        | 83,77 |
| Saint Pierre và Miquelon | 2.325     | 98.06 | 46             | 1,94  | 227                      | 2.598     | 2.802          | 92,72 |
| Senegal                  | 870.362   | 97.55 | 21.901         | 2,45  | 1.106                    | 893.369   | 1.106.828      | 80,71 |
| Ubangi-Shari             | 487.033   | 98.77 | 6.089          | 1,23  | 3.553                    | 496.675   | 625.663        | 79,38 |
| Thượng Volta             | 1.415.651 | 99.18 | 11.687         | 0,82  | 3.829                    | 1.431.167 | 1.914.908      | 74,74 |
| Nguồn: Direct Democracy  |           |       |                |       |                          |           |                |       |